# Гап-Кампань
Гап-Кампа́нь (фр. Gap-Campagne) — кантон во Франции, находится в регионе Прованс — Альпы — Лазурный Берег, департамент Верхние Альпы. Входит в состав округа Гап.
Код INSEE кантона — 0509. Всего в кантон Гап-Кампань входит 6 коммун, из них главной коммуной является Гап.

## Коммуны кантона
| Коммуна         | Население, чел. (1999) | Почтовый индекс | Код INSEE |
| --------------- | ---------------------- | --------------- | --------- |
| Гап             | 1 586                  | 05000           | 05061     |
| Ла-Рош-дез-Арно | 953                    | 05400           | 05123     |
| Ла-Фрессинуз    | 456                    | 05000           | 05059     |
| Мантейе         | 305                    | 05400           | 05075     |
| Пеллотье        | 391                    | 05000           | 05100     |
| Рабу            | 67                     | 05400           | 05112     |

## Население
Население кантона на 2007 год составляло 4 662 человека.
| 1962 | 1968 | 1975 | 1982 | 1990  | 1999  | 2006 | 2007  | 2008 |
| ---- | ---- | ---- | ---- | ----- | ----- | ---- | ----- | ---- |
| —    | —    | —    | —    | 3 716 | 3 758 | —    | 4 662 | —    |